# 500 kHz
Die Frequenz 500 kHz bzw. Wellenlänge 600 m ist seit der Einführung des Seefunkdienstes internationale Seenotfrequenz. Die besondere Wahl der Frequenz 500 kHz bzw. 600 m Wellenlänge aus dem Frequenzspektrum gründet sich auf die außerordentlich lange, ausschließliche und besonders geschützte Nutzung im Seefunkdienst. Die Frequenz war fast 80 Jahre lang die Internationale Anruf- und Seenotfrequenz im maritimen Funkdienst.

## Überblick
Die Nutzung der Frequenz 500 kHz wurde in Funkverwaltungskonferenzen geregelt. Hier wurden die Regeln niedergelegt, die sich die Vertragsstaaten verpflichtet hatten, einzuhalten und zu befolgen. In der Vollzugsordnung für den Funkdienst (VO Funk, engl. Radio Regulations) wurden alle Details niedergelegt zur Technik, der Verkehrsabwicklung, der Ausbildung und Schulung des Personals der See- und Küstenfunkstellen, des Abrechnungsverfahren und zu vielem mehr.
Mit dem Start des ersten Satelliten Sputnik am 4. Oktober 1957 kündigte sich auch eine neue Ära im Seefunkdienst an. Es dauerte allerdings noch einige Jahrzehnte, bis es Ende der 1980er Jahre zur Einführung eines automatisierten Funkdienstes über Fernmeldesatelliten des Inmarsat-Systems kam. Die Belange der Schiffssicherheit und des Seenotfunkes wurden im GMDSS-System berücksichtigt. Der weitere Einsatz besonders geschulten Personals für die Bedienung der Seefunkstellen im Tastfunk wurde damit überflüssig.
Grundlage der Signalisierung aller Stationen untereinander war bis dahin die Telegraphie nach dem Morse-Gerke-Code. Das wesentliche Nachrichtenmittel in der Seefahrt war das Telegramm. Schiffe ab einer bestimmten Größe mussten mit Mittelwellenfunkanlagen ausgerüstet werden. Mit diesen Anlagen war nur ein Tastfunk möglich. Die Nutzung der Kurz- und Grenzwellen im Seefunk erfolgte erst viele Jahre später.
Ehemalige Funkoffiziere bemühen sich seit einigen Jahren (1995), das Andenken an die Telegraphie und die 500 kHz durch Aufnahme in die Liste der UNESCO-Weltkulturerbe der nichtmateriellen Güter zu erlangen.
Deutsche Funkamateure haben die Eintragung der Morsetelegrafie in das bundesweite Verzeichnis des immateriellen Kulturerbes der deutschen UNESCO-Kommission bewirkt.

## Anfänge
Im Herbst 1886 wurde die Existenz von unsichtbaren, elektromagnetischen Wellen durch Heinrich Hertz an der Universität von Karlsruhe nachgewiesen. Zunächst konnte man mit den neuen Ätherwellen, wie sie auch genannt wurden, nichts Sinnvolles anfangen. In Ermangelung der technischen Möglichkeiten gelang es nicht, größere Distanzen als ein paar Kilometer zu überbrücken. Erst durch die intensiven Versuche von Popow (ab 1893), Marconi (Villa Griffone, ab 1895), Slaby (Berlin, AEG, 1897), Preece (England, 1897), Braun (Straßburg, Siemens 1899) und anderer gelang es bis zum Jahr 1900, Distanzen von bis zu 100 Kilometern zu überbrücken. Mit diesen Entfernungen konnte man über den Horizont hinaus „sehen“. Die große Nützlichkeit dieses Systems für die Schifffahrt zeichnete sich ganz klar ab und wurde vor allem in England, Deutschland, USA und Italien vorangetrieben.

## Langwelle
Zunächst war man nur in der Lage, Langwellen mit ausreichender Sendeenergie zu erzeugen und sie in mechanischen Empfängern (Kohärer nach Branly) nachzuweisen. Zur Abstrahlung von Langwellen sind umfangreiche Antennenanlagen erforderlich, die sich auf einem Schiff nur schwer unterbringen lassen. Die ersten Sender erzeugten über Funkenstrecken (Knallfunkensender) stark gedämpfte Wellen.

## Sender

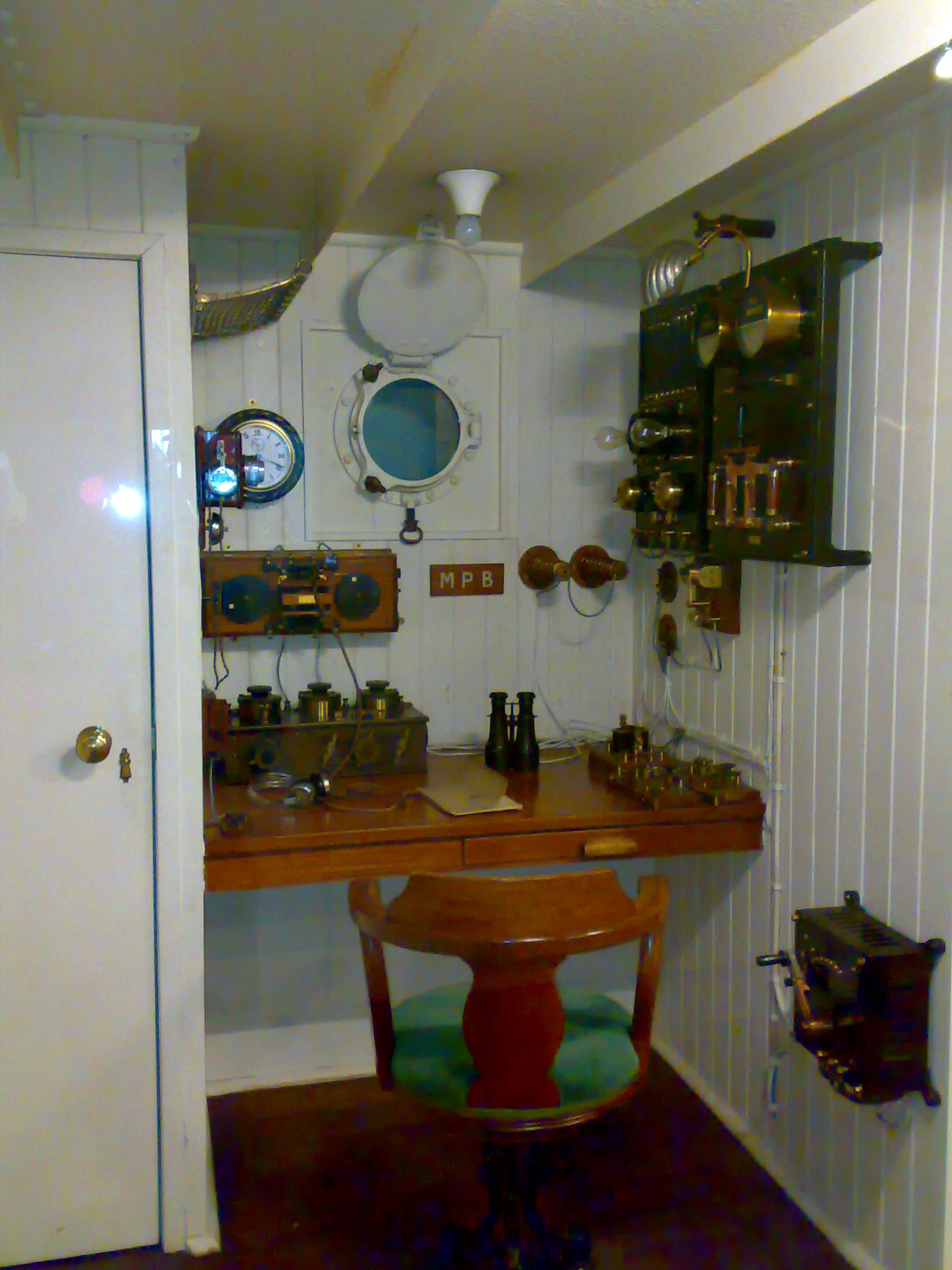
Marconi-Schiffsfunkstation „MPB“

Mit der Erfindung des Löschfunkensenders durch Max Wien (1905) gelang es, nahezu ungedämpfte Wellen zu erzeugen. Die Frequenz lässt sich nach dieser Schaltung genauer einstellen und durch den Betrieb mit 500 Hz Wechselstrom entsteht ein singender Ton von 1000 Hz. Diese Sender werden auch 'tönende Funken' genannt und fanden im Seefunk rasche Anwendung. Marconi entwickelte eine Rotationsfunkenstrecke, bei dem ein motorisch angetriebenes Rad mit vielen Kontakten die Funkenstrecke bildete. Mit dieser Vorrichtung wurde ähnlich wie beim Löschfunkensender für ein rasches Abreißen des Funkens der Funkenstrecke gesorgt und damit eine rasche und häufige Folge von Überschlägen bewirkt.

## Funkkonferenzen
Nachdem die Funkanlagen immer größere Distanzen überbrücken konnten, wurde eine zwischenstaatliche Regelung des Funkbetriebes als notwendig angesehen. So lud die deutsche Reichsregierung 1903 zur ersten Funkkonferenz ein. Auf der zweiten Funkkonferenz in Berlin 1906 wurde die Welle 600 m als internationaler Standard für den Seefunkdienst vorgeschlagen. Einige Länder nahmen nicht an der Konferenz teil oder willigten nicht in vollem Umfang in die Abkommen ein und verfolgten nationale, privatwirtschaftliche Ziele.
Als Ersatz für das bisherige Seenotsignal CQD (auch als „come quick danger“ benannt) wurde das später verbindliche Seenotsignal SOS (auch als „save our souls“ genannt) vorgeschlagen. Dieser Vorschlag begründete sich nicht darauf, weil es im Klartext so schön klingt, sondern weil die Umsetzung in Morsezeichen prägnanter ist als mit dem CQ (Allgemeiner Anruf an alle Station). Das CQ wurde von allen Funkstellen ständig verwendet und ein CQD konnte dabei leicht überhört werden.

## 500 kHz wurde Standard
Im Nachgang zur Untersuchung nach dem Untergang der Titanic am 14. April 1912 wurden auf der dritten Funkkonferenz im Juli 1912 in London wesentliche Regularien eingeführt. Es wurde vereinbart, dass alle Funkstellen, ungeachtet des verwendeten Systems, untereinander in Verbindung treten. Bisher war es z. B. so geregelt, dass Funkstellen mit Marconi-Ausrüstung nur untereinander verkehrten, meist erkennbar an einem Rufzeichen, das mit dem Buchstaben M begann. Weiter wurde vorgeschrieben, dass künftig eine ständige Hörwache auf 500 kHz eingehalten werden sollte.

## Funkpersonal
Die Hersteller von Funkanlagen rüsteten die Schiffe mit den Geräten aus und stellten gleichzeitig das ausgebildete Personal zur Verfügung. Die Funkoffiziere waren Mitarbeiter dieser Gesellschaften und wurden zusammen mit den Anlagen an die Reedereien vermietet. Die Ausrüstung der Fahrgastschiffe stand im Vordergrund, da durch die vielen Menschen an Bord mit einem hohen Aufkommen von Telegrammen zu rechnen war und sich somit gute Verdienstmöglichkeiten für die Gesellschaften ergaben. Die Ausrüstung der anderen Handelsschiffe erfolgte dagegen nur zögerlich, weil es nicht vorgeschrieben war, eine Funkanlage an Bord zu haben. In England und Italien und auch auf Schiffen anderer Nationen waren Anlagen der Marconi-Gesellschaften eingebaut. In Deutschland nahm die 1907 gegründete Deutsche Betriebsgesellschaft für drahtlose Telegraphie (DEBEG) diese Aufgaben war. Sie war auf Drängen von Kaiser Wilhelm II. gegründet worden und führte die Aktivitäten der rivalisierenden Firmen AEG, Siemens, Telefunken und C. Lorenz zusammen.

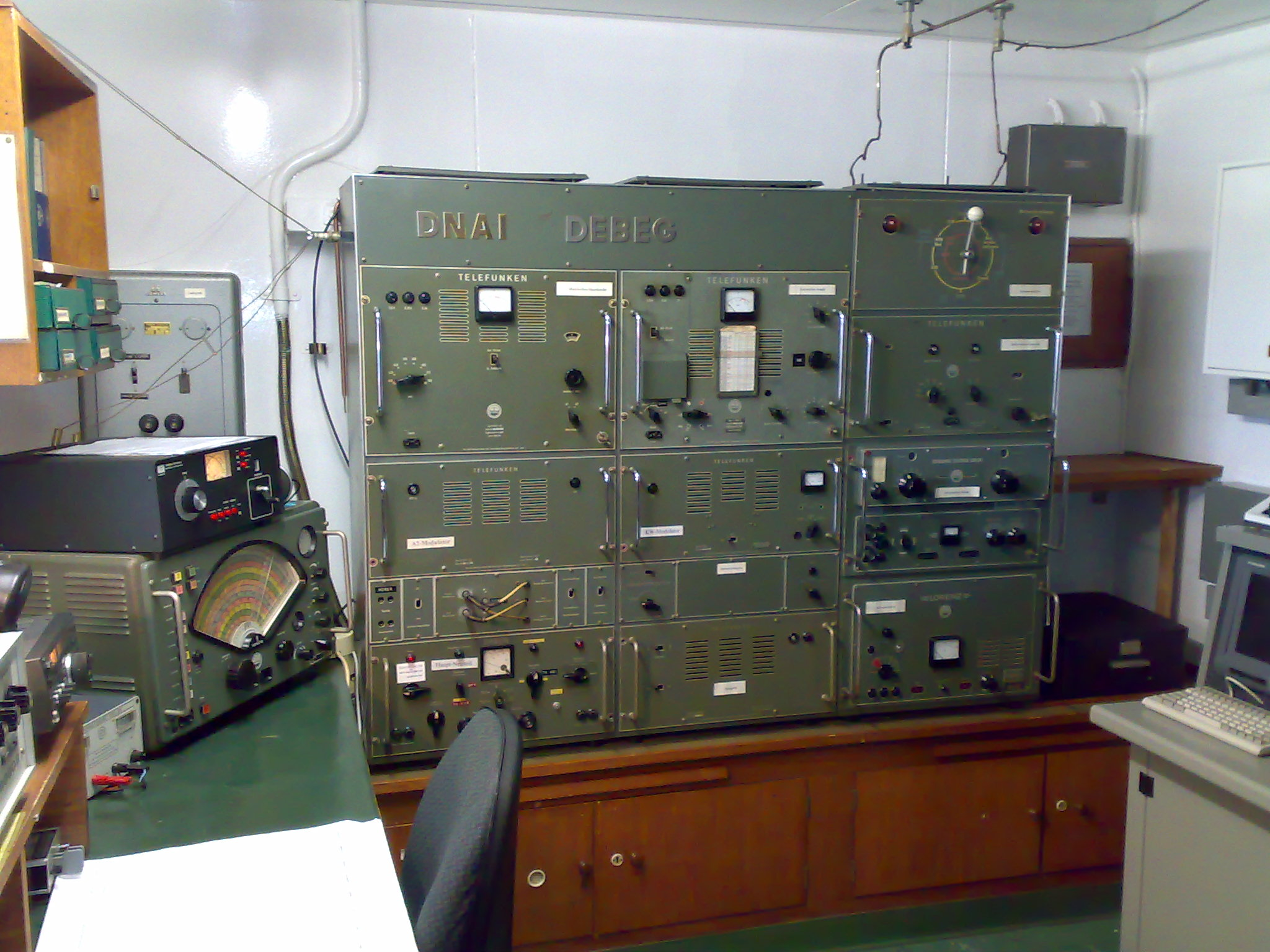
FT-Station Cap San Diego, Rufzeichen DNAI

Die Funkoffiziere nahmen am öffentlichen Nachrichtenaustausch teil und wurden auf das Fernmeldegeheimnis verpflichtet, da sie durch ihre Tätigkeit Kenntnis der Nachrichteninhalte erhielten. Bei Androhung von Gefängnisstrafe durften sie keinem Dritten die von ihnen erlangten Informationen weitergeben. Ein Funkoffizier auf einem Handelsschiff hatte in neuerer Zeit acht Stunden Dienst in einem Zwei-Stunden-Wache-, Zwei-Stunden-Freiwache-System, bis acht Stunden abgeleistet waren. In den Freiwachen und in der Zeit einer Abwesenheit vom Funkraum lief das Autoalarmgerät. Dabei handelte es sich um einen Empfänger, der fest auf 500 kHz abgestimmt war und das Autoalarmsignal auswerten konnte, das aus einer Folge von 12 Sendertastungen von je vier Sekunden Dauer besteht. Nach dem vierten Signal musste es einen Alarm im Wohnraum des Funkoffiziers und auf der Brücke auslösen. Die Ausbildung der Funkoffiziere nach 1950 in Deutschland wurde an Seefahrtschulen vorgenommen. Nach Ablegung einer Prüfung bei den Fernmeldebehörden erhielten sie ein Patent ausgehändigt, mit dem sie sich bei Reedereien um eine Anstellung bemühen konnten.
Wie auch in anderen Berufen wurde der Funkoffizier mit allerlei Spitznamen bedacht, als da sind: Sparks, Marconista, Funkenpuster, Funker, Telgraphista. Der Bezug zu Funk geht auf die Anfangszeit der Technik zurück, als die eingesetzten Knall- und Löschfunkensender tatsächlich große Funkenerzeuger waren.
Vielfach übernahm der Funkoffizier auch die Verwaltungsarbeit, führte in fremden Häfen die Einklarierung durch etc.

## Betrieb
Ausgangspunkt des Betriebes im Seefunk war die gemeinsame Nutzung der Frequenz 500 kHz. Küstenfunkstellen waren verpflichtet, ständig sende- und empfangsbereit zu sein. Jeder Teilnehmer am Funkverkehr rief andere Stationen an, wenn die Frequenz gerade frei war. Wollte man mit einer Station Verbindung aufnehmen, rief man sie auf 500 kHz an und vereinbarte eine Ausweichfrequenz, um den nachfolgenden Verkehr abzuwickeln. Küstenfunkstellen kündigten besondere Aussendungen wie Wetterberichte, nautische Warnungen, Eisberichte und Sammellisten auf 500 kHz an, um sie dann auf einer anderen Arbeitsfrequenz zu senden. Alle Sendungen wurden dann jeweils zu den Seenotpausen für drei Minuten unterbrochen, um den Seefunkstellen ein Abhören der 500 kHz zu ermöglichen. Je nach Sendeleistung wurden Reichweiten von 500 Seemeilen erreicht. Küstenfunkstellen mit höherer Sendeleistung wurden auch auf Distanzen von mehr als 1500 Seemeilen gehört.
Um die Sprachbarrieren zu überwinden, gab es ein System von genormten Abkürzungen. Mit diesen Q-Gruppen war eine Verständigung in Bezug auf den Funkverkehr und die Betriebsabwicklung möglich. Im Laufe der Zeit etablierten sich weitere, nicht in der Vollzugsordnung niedergelegte Kürzel (z. B. gm für „Good Morning“), die allgemein benutzt wurden.

## Seenotpause

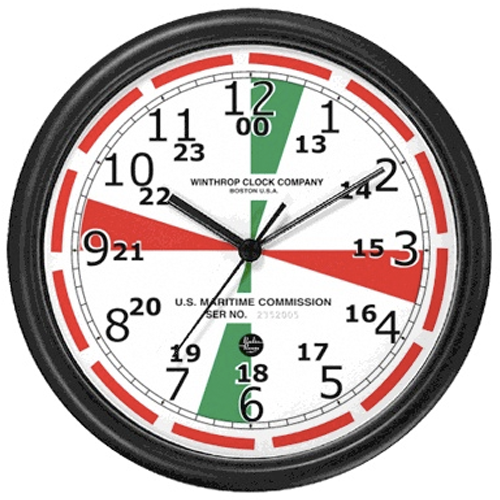
Funkuhr mit Seenotpausen-Sektoren

Auf späteren Funkkonferenzen wurde die Seenotpause (SP, silence period) eingeführt. Jeweils halbstündig zwischen der 15. und 18. sowie der 45. und 48. Minute ist jeder andere Funkverkehr einzustellen und auf der 500 kHz am Empfänger zu hören, ob ein Seenotfall vorliegt. Ein Seenotfall wird allgemein mit dem Autoalarmzeichen eingeleitet, gefolgt von der Alarmmeldung. Nur dem Kapitän bleibt es vorbehalten, den Seenotfall zu erklären und entsprechende Alarmierungen zu verlangen.

## Seefunk in Deutschland
Im Jahr 1897 reiste der Dozent an der Technischen Hochschule Berlin-Charlottenburg, Slaby, nach England und wurde Augenzeuge der Funkversuche von Marconi am 15. Mai 1897 zwischen Lavernock Point und der Insel Flatholm am Bristol-Kanal. Slaby arbeitete in Berlin weiter an der Verbesserung der Technik und stand dem Unternehmen AEG nahe. Keinem der Pioniere war es bis 1900 gelungen, 100 Kilometer oder mehr zu überbrücken.
Im Frühjahr 1899 setzten Prof. F. Braun und seine engen Mitarbeiter Cantor und Zenneck die in Straßburg begonnenen Funkversuche an der Nordsee in Cuxhaven fort. Die Versuche zogen sich hin bis zum Herbst 1900. Das Seebäderschiff Sylvana der Nordseelinien, das zwischen Cuxhaven und Helgoland verkehrte, diente als Versuchsträger. Die Landstation befand sich zunächst am Leuchtturm an der Alten Liebe. Später wurde die Anlage zur Kugelbake in Döse verlegt. Hier gelang am 24. September 1900 die sichere Überbrückung von 62 Kilometern zur Insel Helgoland. Die Feuerschiffe in der Elbemündung wurden mit Funkanlagen ausgerüstet und nahmen an einem Schiffsmeldedienst teil. Im Oktober 1900 wurde der Seenotfall des gestrandeten Bremer Vollschiffes Bischoff nach Cuxhaven signalisiert und Hilfe herbeigeholt.
Im Mai 1900 wurde die erste kommerziell betriebene Funkstrecke zwischen Borkum und dem Feuerschiff Borkum Riff in Betrieb genommen. Die Geräte wurden von Marconi geliefert, von der Wasser- und Schifffahrtsverwaltung errichtet und betrieben und von der Reederei Norddeutscher Lloyd bezahlt. Ihr Schnelldampfer Kaiser Wilhelm der Große war ebenfalls mit einer Marconi-Anlage ausgerüstet und zunächst mit einem Marconi-Funker besetzt.
Im Jahre 1907 wurde die Küstenfunkstelle Norddeich Radio nach mehrjährigen Vorbereitungen durch die Reichspostverwaltung für den öffentlichen Verkehr mit Schiffen in der Nordsee in Betrieb genommen. Diese Küstenfunkstelle mit dem letzten Rufzeichen DAN wurde im Laufe der Jahre zu einer der ganz großen Funkstellen der Welt. Im Seefunkdienst waren zeitweise auch die Großfunkstellen Nauen, Königs Wusterhausen und Eilvese bei Hannover beteiligt. Im östlichen Teil des bis 1989 geteilten Deutschlands nahm die Küstenfunkstelle Rügen Radio den Funkdienst wahr.
Zum Ende der 1990er Jahre wurde in den Seefunk betreibenden Ländern der Tastfunk nach dem Morse-Gerke-Code auf Mittel- und Kurzwellen für die Schifffahrt komplett eingestellt. Die einstmals so berühmten Rufzeichen von Küstenfunkstellen und ihre Ätherwellen in Telegraphie sind für immer verstummt. Weiter bestehen blieb ein nach automatischen Verfahren arbeitendes Funknetz auf Kurzwelle, über den Telex und E-Mail ausgetauscht werden können.
Der Seefunk selber aber lebt weiter und die technische Revolution hat die Seefahrer aus ihrer Jahrhunderte andauernden Isolation befreit.

## 500 kHz heute
Die Frequenz 500 kHz wird nach wie vor als Anruf- und Notfunkfrequenz genutzt. Auch hängen die charakteristischen Uhren mit den markierten Hörwachezeiten noch auf den Brücken vieler Schiffe. Antennenanlagen für die Frequenz 500 kHz sind aufwändig zu realisieren (halbe Wellenlänge = 300 m). Für die Alarmierung bei Seenotfällen sind heute andere Systeme im Einsatz und vorgeschrieben. GMDSS-Anlagen sind heute auf allen größeren Schiffen vorgeschrieben. Je nach Seegebiet ist ein DSC-Wachempfänger und Sender mindestens für den UKW-Kanal 70 vorgeschrieben, außerhalb des Seegebietes A1 auch auf weiteren festgelegten Frequenzen im Grenz- oder Kurzwellenbereich bzw. im Satellitenfunk.
Hörwache auf 500 kHz durch Küstenfunkstationen ist ebenfalls selten geworden; eine Ausnahme ist z. B. Constanța Radio, welches außerdem auf der nahen Frequenz 446,5 kHz, ebenfalls im Tastfunk, Sturmwarnungen und maritime Sicherheitsinformationen für das westliche Schwarze Meer sendet.